# Штокхайм, Тони
Тони Штокхайм (нем. Toni Stockheim; 1890, Кёльн — 1969, Кёльн) — немецкий скульптор, педагог.

## Биография
Тони Штокхайм изучал скульптуру под руководством Георга Грасэггера в кёльнской Школе прикладного искусства, затем — в Дюссельдорфской академии художеств, у Карла Янссена и в Берлинской академии в классе Луи Тюайона. У своего последнего учителя Штокхайм удостоился звания мастера-ученика и был принят в его скульптурную мастерскую. Здесь он принял участие в создании конных статуй для кёльнского моста Гогенцоллернов.
В 1912 году скульптор переехал в Кёльн и работал там как свободный художник. После 1937 года Тони Штокхайм занимается преимущественно керамикой. После окончания Второй мировой войны он преподавал скульптуру в высших художественных школах Женевы и Цюриха.